# Sonia Molina-Prados
Sonia Molina-Prados (* 14. Juli 1993 in Manzanares) ist eine spanische Leichtathletin, die sich auf den Sprint spezialisiert hat.

## Sportliche Laufbahn
Erste internationale Erfahrungen sammelte Sonia Molina-Prados im Jahr 2012, als sie bei den Juniorenweltmeisterschaften in Barcelona mit der spanischen 4-mal-100-Meter-Staffel in  der Vorrunde disqualifiziert wurde. 2022 startete sie mit der Staffel bei den Weltmeisterschaften in Eugene und belegte dort mit neuem Landesrekord von 42,58 s im Finale den fünften Platz. Anschließend schied sie bei den Europameisterschaften in München mit 11,64 s in der ersten Runde im 100-Meter-Lauf aus und gelangte im Staffelbewerb mit 43,03 s auf Rang vier. Bei den World Athletics Relays 2024 in Nassau wurde sie in 42,88 s Dritte im C-Lauf in der 2. Qualifikationsrunde über 4-mal 100 Meter für die Olympischen Spiele in Paris und verpasste damit eine Direktqualifikation. Anschließend belegte sie bei den Europameisterschaften in Rom in 42,84 s den fünften Platz, ehe sie bei den Olympischen Sommerspielen in Paris mit 42,77 s den Finaleinzug verpasste.

## Persönliche Bestzeiten
- 100 Meter: 11,31 s (+1,0 m/s), 25. Juni 2022 in Nerja
  - 60 Meter (Halle): 7,31 s, 26. Februar 2022 in Ourense
- 200 Meter: 23,40 s (+1,6 m/s), 14. Mai 2022 in Saragossa
  - 200 Meter (Halle): 23,68 s, 22. Januar 2022 in Antequera